# Jopie Waalberg
Johanna Maria Elisabeth (Jopie) de Maijer-Waalberg (Amsterdam, 13 april 1920 – Enkhuizen, 5 juli 1979) was een Nederlands zwemster, die gespecialiseerd was in de schoolslag. Ze verbeterde in haar zwemcarrière zevenmaal een wereldrecord.

## Biografie
De korte maar succesvolle carrière van Waalberg, lid van de Amsterdamsche Dames Zwemclub (ADZ), begon in 1936 na jaren van trainen pas echt met de Olympische Zomerspelen in Berlijn, waar ze in een tijd van 3.09,5 minuten de gedeelde vierde plaats behaalde op de 200 meter schoolslag. In 1938 behaalde ze op dezelfde afstand met 3.06,2 minuten een bronzen medaille op de Europese kampioenschappen in Londen.
Minder dan een jaar na de Spelen, op 11 mei 1937, verbrak zij het wereldrecord op diezelfde afstand met een tijd van 3.00,2 minuten. Ze behield het record bijna tweeënhalf jaar (tot de Braziliaanse Maria Lenk het van haar overnam) en wist het nog twee keer te verbeteren (2.58,0 minuten en 2.56,9 minuten). Met de tijd van 2.58,0 minuten was ze de eerste vrouw die de 200 meter schoolslag onder de drie minuten zwom. Waalberg wist, ondanks haar belofte in 1939 dat ze het wel zou proberen, het record nooit meer te heroveren. Waalberg hield tevens het wereldrecord op de 200 yards, de 400 meter en de 500 meter schoolslag. Dit zorgde ervoor dat ze een medaillekandidaat werd voor de Olympische Zomerspelen 1940. Het uitbreken van de oorlog maakte dat de Spelen werden afgelast. Waalberg stopte in 1944 met het wedstrijdzwemmen. Ze was getrouwd en had twee kinderen.

## Erelijst
- Nederlands kampioen: 1937, 1939, 1940.